# Ivan Laing
Ivan Laing (ur. 18 sierpnia 1885 w Hawick, zm. 30 listopada 1917 w Metz-en-Couture) – szkocki hokeista na trawie. Brązowy medalista olimpijski z Londynu (1908).
Był synem Johna Turnbulla Lainga i Anny Drummond Laing. Na igrzyska olimpijskie został powołany jako zawodnik Hawick Hockey Club. Był na nich napastnikiem.
Grał w dwóch meczach, jakie Szkoci rozegrali w turnieju. 29 października 1908, w meczu pierwszej rundy, Szkoci wygrali z Niemcami 4-0, a Laing był strzelcem jednego z goli. 30 października w meczu półfinałowym, zmierzyli się oni z Anglikami. Szkocja przegrała 1-6, tym samym odpadając z turnieju. Pokonani w półfinałach mieli jednak zagwarantowany brązowy medal olimpijski, bowiem nie rozgrywano meczu o trzecie miejsce (medale zdobyły wszystkie cztery drużyny z Wielkiej Brytanii (Anglia, Irlandia, Szkocja i Walia), jednak wszystkie przypisywane są Zjednoczonemu Królestwu).
Brał udział w walkach podczas I wojny światowej jako porucznik batalionu Coldstream Guards. Otrzymał Krzyż Wojskowy za bitwę nad Sommą w 1916. Zginął w dniu 30 listopada 1917 we francuskiej wiosce Metz-en-Couture. Tutaj jest też pochowany.